# HMS Revenge (1915)
HMS «Revenge» (Его Величества Корабль «Ривендж») — британский линкор типа «Ривендж». Имел бортовой номер 06, являлся девятым в истории кораблестроения Великобритании кораблём с подобным именем. Спущен на воду в 1915 году, прошёл обе мировые войны. Очень часто именуется кораблём типа «Ройял Соверен».

## Характеристики

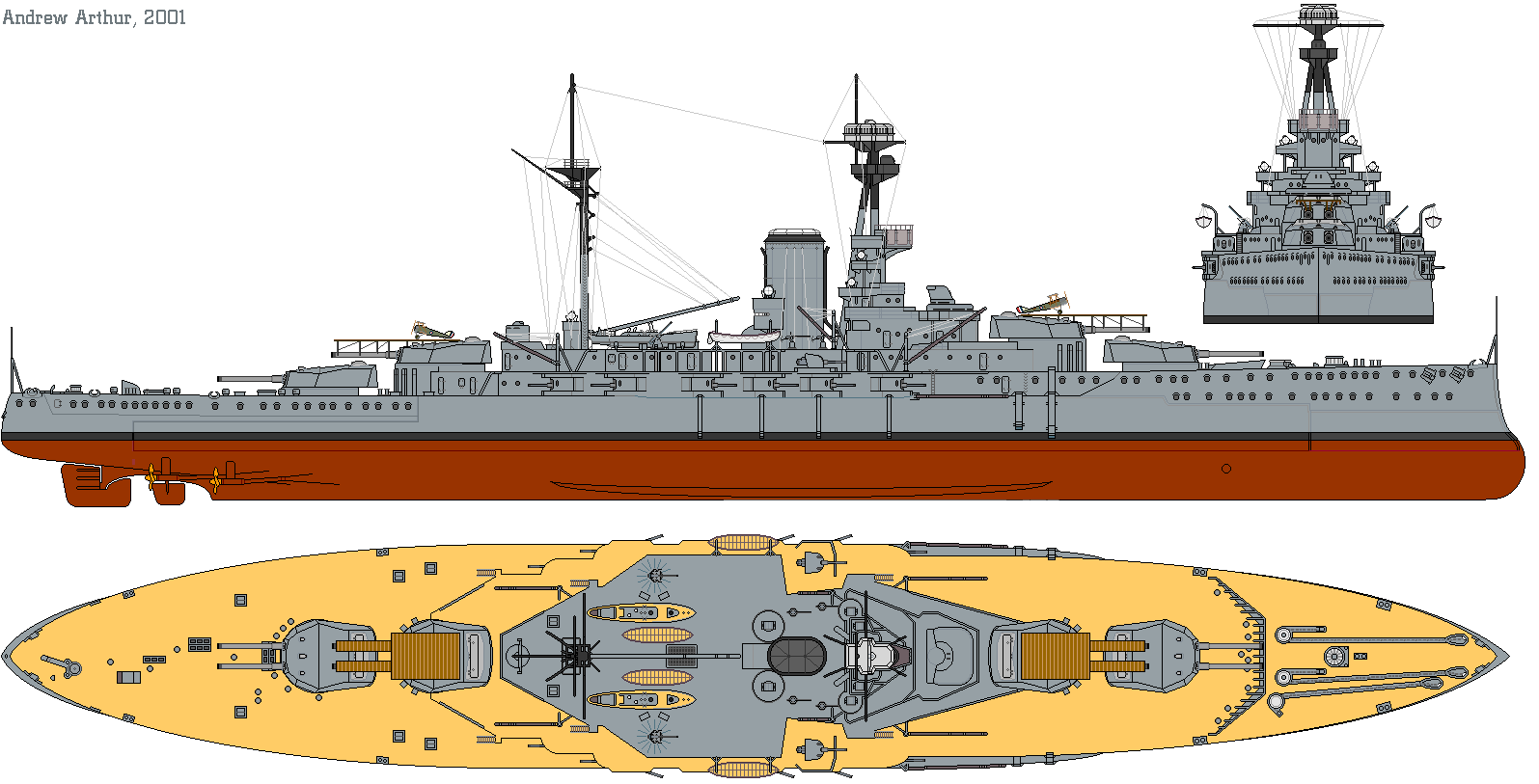
Схема линкоров типа «Ривендж»

## Служба

### Первая мировая война
В состав Королевского флота вошёл накануне Ютландского сражения и принял участие в этой битве в составе 1-й линейной эскадры. Командовал кораблём кэптен Э. Б. Киддл, эскадру возглавлял вице-адмирал сэр Сэсил Берни с мостика линкора «Мальборо». Адмиральский флаг в ходе сражения был перенесён на линкор «Ривендж», поскольку «Мальборо» был торпедирован. «Ривендж» сражался в течение полутора часов и не пострадал, не было убитых и раненых среди членов экипажа.
За день до того, как Королевский флот отправился для контроля интернирования немецких судов, судно посетили король Георг V, а также его жена Мария Текская и принц Уэльский Эдуард.

### Между войнами
В январе 1920 года 1-я линейная эскадра была переведена в Средиземноморье ввиду разгоревшейся греко-турецкой войны. «Ривендж» обеспечивал поддержку вооружённых сил Греции и оказывал также помощь Белой армии в России до июля. Позднее судно вернулось в состав Атлантического флота. В 1922 году корабль снова отправился в экспедицию в Средиземноморье при поддержке «Рамилиз», «Резольюшн» и «Ройял Соверен». Судну предстояло вывезти всю семью отрекшегося от престола Константина I, греческого короля. Корабль пребывал в Константинополе и Дарданеллах.
В 1928 году встал на ремонт в доках Девонпорта, в марте 1929 вернулся в состав Средиземноморского флота. 16 июля 1935 корабль принял участие в церемонии празднования серебряной свадьбы Георга V. Позднее был переведен в Александрию из-за нараставшего напряжения в Эфиопии. В 1936 года снова стал на ремонт, через год перешёл во 2-ю линейную эскадру. 9 августа 1939 принял участие в смотре кораблей королём Георгом VI, позднее был переведен в Северо-Атлантические силы сопровождения.

### Вторая мировая война
5 октября 1939 «Ривендж» был переведён в Северо-Атлантические силы сопровождения и в тот же день отправился в Канаду. 12 мая 1940 во время перехода около Галифакса столкнулся с тральщиком «Ипр» и потопил его. Хотя пострадавших не было, однако дальнейшее участие линкора в манёврах было ограничено, и его предназначением стало сопровождение конвоев. Так, корабль участвовал в сопровождении конвоя, на кораблях которого переправлялись части 9-й австралийской пехотной дивизии в феврале 1943 года на свою родину.
3 июля 1940 экипаж линкора посетил французский линейный корабль «Париж», а также подводные лодки «Темза» и «Сюркуф», которые успели покинуть оккупированную Францию. В августе нёс службу в Английском канале, предотвращая захват французских судов немцами. В марте 1942 года перешёл в состав 3-й линейной эскадры в Коломбо, затем перебазировался в Килиндини. В октябре 1943 года линкор был снят с боевой службы из-за своего плохого состояния и был переведён в резерв. Его основным предназначением стало обучение моряков, однако Уинстон Черчилль был против превращения линкора в огромное учебное судно. Корабль отправился на Мальту во время Тегеранской конференции.
В мае 1944 года главное вооружение с корабля было снято и передано кораблям «Рамилис» и «Уорспайт», как боевым мониторам. Эти корабли позднее вели прибрежную бомбардировку Нормандии во время операции «Оверлорд». Корабль снова получил статус учебного. 8 марта 1948 линкор был исключён из списков КВМС и через 4 месяца разобран. Несколько турелей с корабля стали материалом для строительства радиотелескопа «Лавелл».

## Известные моряки
- Клод Шулз (1901—2011) — последний из ветеранов Первой мировой войны.